# 益田古峯
益田 古峯（ますだ こほう、1867年2月3日（慶応2年12月29日） - 1944年（昭和19年）4月10日）は戦前日本の教育者。名は祐之。筑前秋月藩出身で、号は故郷の古処山に因る。大橋陶庵、栗本義喬、楠本碩水等に漢学を学び、『福陵新報』記者、東筑中学校雇教師を経て、福岡県中学修猷館で約30年間漢文を教えた。玄洋社社員。

## 生涯

### 生い立ち
慶応2年（1866年）12月29日、筑前国秋月城下（福岡県朝倉市）に秋月藩下級藩士の家に生まれた。生後1年余りで母雪が実家益田家に帰ったため、これに従い、母に四書五経の素読を習った。益田家は所謂不平士族の一家で、1876年（明治9年）には叔父益田静方が秋月の乱を企て、斬首されている。
1877年（明治10年）頃、靜方と大橋訥庵思誠塾で同門だった山口県令関口隆吉の許に引き取られ、山口に移った。

### 修学時代
1881年（明治14年）東京に上り、小梅村思誠塾で大橋陶庵に学んだが、1882年（明治15年）陶庵が死去したため、千葉県佐原町常照寺螟蛉塾に移り、訥庵門下栗本義喬の下で『論語』『孟子』等を教え込まれた。螟蛉塾には関口隆吉の次男新村出もおり、その教育係を務め、また陶庵長男菊池惺堂と親交を持った。
1885年（明治18年）1月東京に出て、春に山口県保津村の沢瀉塾に滞在した後、8月博多に出て、1887年（明治20年）2月長崎県針尾島の楠本碩水鳳鳴書院に入門した。

### 記者時代
1889年（明治22年）頃、玄洋社系『福陵新報』記者となり、1890年（明治23年）4月26日明治天皇隣席の佐世保鎮守府開庁式を取材し、1892年（明治25年）東京に上って特別帝国議会について報道した。
1892年（明治25年）春、母と東京、京都、大阪を旅行した。福陵新報は1896年（明治29年）以前に退社している。

### 教職時代
1898年（明治31年）、飯塚町福岡県立東筑中学校雇教師となった。
1900年（明治33年）、文部省師範学校中学校高等女学校教員検定試験に合格し、3月福岡市福岡県中学修猷館漢文担当教諭となった。また、同窓会剣道部長を務め、1902年（明治35年）『同窓会雑誌』発刊に際し同窓会雑誌部長となった。『同窓会雑誌』編輯を通じて中野正剛を指導し、影響を及ぼした。
1908年（明治41年）春、母と共に京都、奈良、吉野、伊勢、大阪市等を巡った。1910年（明治43年）夏にも母と上京し、東北地方を旅行した。
1915年（大正4年）5月30日に引き渡された集会施設を菁莪堂と名付けた。1924年（大正13年）10月17日小川直煕と共に父兄会顧問となり、1926年（大正15年）4月には修猷館学友会副会長を務めた。
1924年（大正13年）8月、朝鮮に渡り、16日間で京城、仁川、鉄原、金剛山、平壌を巡った。1928年（昭和3年）5月、福岡県教育会の命で台湾視察に派遣され、台北から台南まで16日間で往復した。帰国後肺炎に罹り、10日間生死を彷徨った。

### 退職後
1930年（昭和5年）、福岡県で教育改革があり、5月21日退職したが、その後も国漢科研究会講師として『荀子』を講義し、また玉壺吟社を興して漢詩を詠んだ。
1931年（昭和6年）には静岡臨済寺の関口隆吉墓、東京谷中天王寺の大橋陶庵墓を参詣し、また箱根、修善寺にも足を運んでいる。1933年（昭和8年）4月、海軍士官として漢口で死去した次男康彦が靖国神社に合祀されることになり、臨時大祭に出席した。
1944年（昭和19年）4月10日、急性肺炎で死去。
1966年（昭和41年）3月22日、三男益田豊彦により岡田武彦の仲介で旧蔵書が九州大学附属図書館に13万円で寄贈され、1967年（昭和42年）4月、それを資金として『益田古峯漢詩鈔』が出版された。

## 親族
- 祖父：益田逸叟
- 父
- 母：雪[1]
- 叔父：益田静方 - 雪の弟。秋月藩士。1876年（明治9年）秋月の乱を企て刑死。
- 妻：益田静 - 師楠本碩水と親交のあった近藤畏斎の娘。近藤家は師碩水家の姻戚に当たる。1889年（明治22年）結婚[4]。
- 長男：益田良彦 - 東邦電力・中部配電技師
- 次男：益田康彦 - 海軍中佐。1932年（昭和7年）2月4日、漢口駐在中に病没。贈従五位勲四等[5]。
- 三男：益田豊彦 - 朝日新聞記者。
- 四男：益田直彦 - 世界経済調査会員。横浜事件で特別高等警察に暴行を受ける。